# هورست شتورمر
هورست شتورمر (بالألمانية: Horst Ludwig Störmer) هو عالم فيزيائي ألماني حاز على جائزة نوبل للفيزياء عام 1998 بالمشاركة مع العالمين روبرت لافلين ودانيل تسوي عن اكتشافهم تأثير هول الكمي، كما حصل ثلاثتهم في العام ذاته على وسام بنجامين فرنكلن.
ولد هورست شتورمر في 6 أبريل عام 1949 بمدينة فرانكفورت بألمانيا، ودرس بجامعة فرانكفورت ثم أجرى أبحاثه في معهد ماساتشوستس للتقنية.

## روابط خارجية
- هورست شتورمر على موقع الموسوعة البريطانية (الإنجليزية)
- هورست شتورمر على موقع مونزينجر (الألمانية)
- هورست شتورمر على موقع إن إن دي بي (الإنجليزية)